# Daniel Chodowiecki

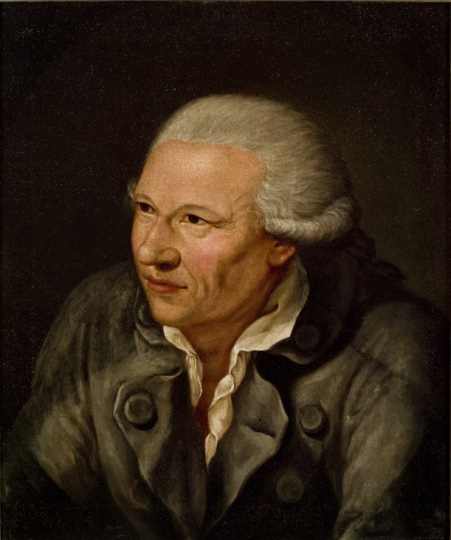
Ferdinand Collmann: Daniel Nikolaus Chodowiecki, naar Johann Christoph Frisch (1790)

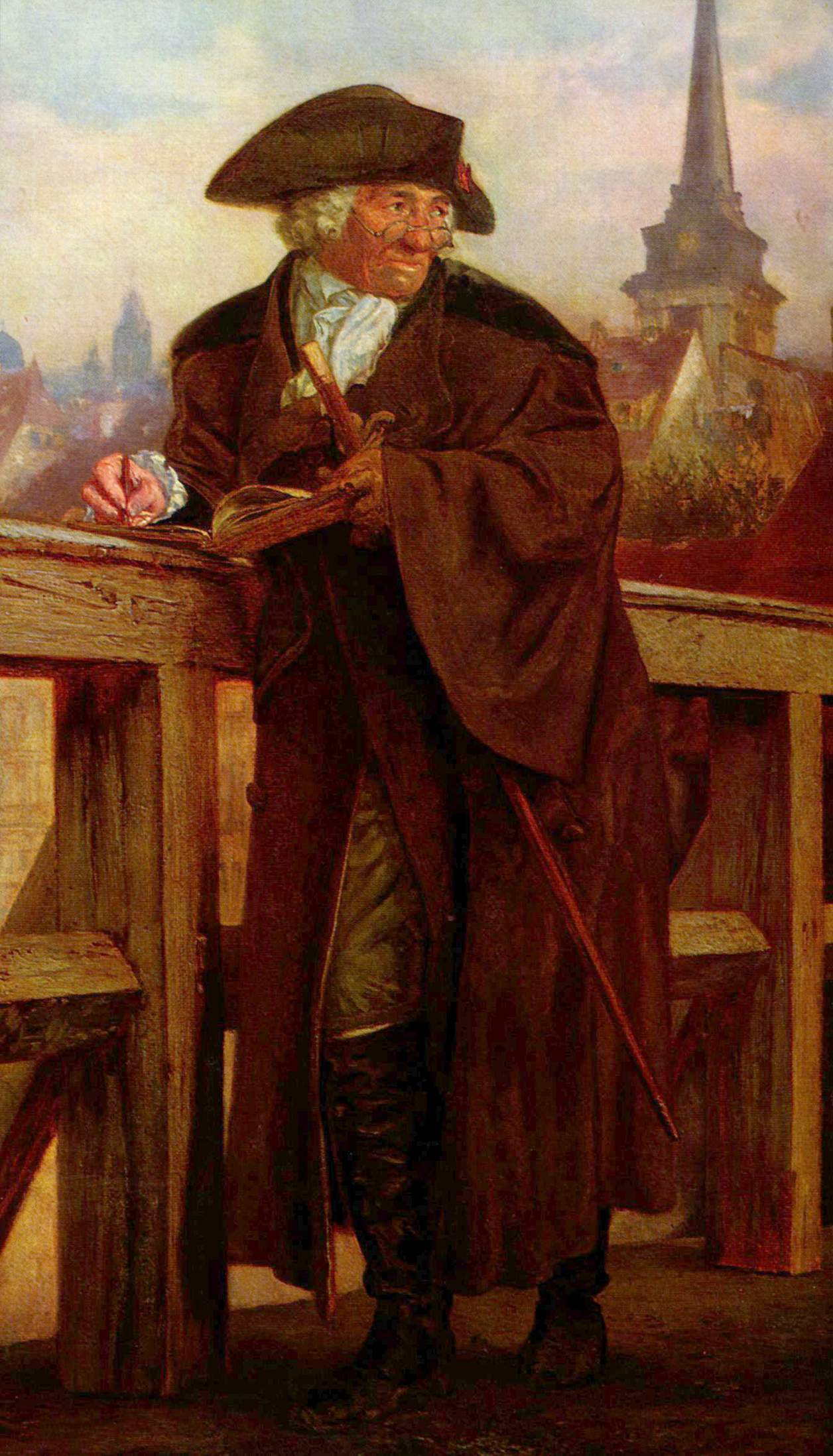
Adolph Menzel: Chodowiecki op de Jannowitz-brug, postuum portret, 1859

Beelden en reliëfs aan de Französischer Dom in Berlijn

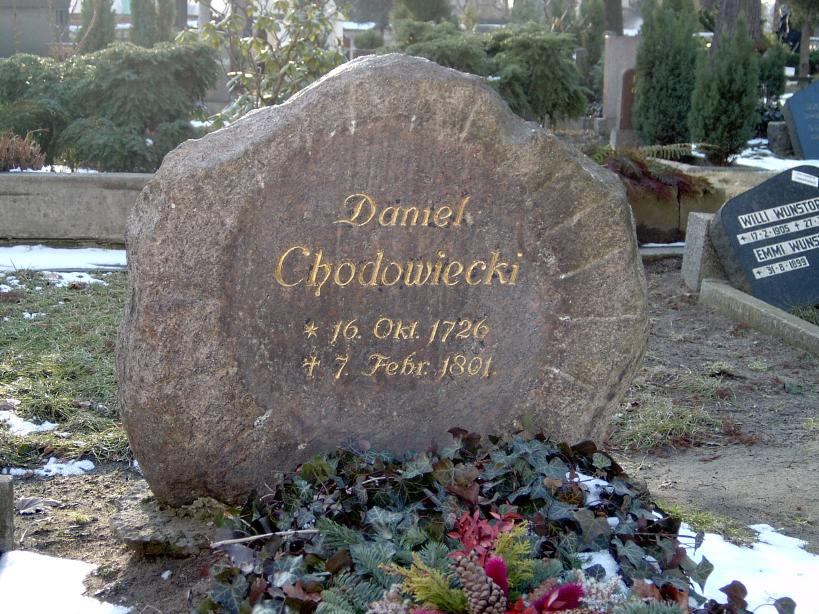
Graf in Berlijn

Daniel Nikolaus Chodowiecki (Danzig,16 oktober 1726 - Berlijn 7 februari 1801) was een productieve en populaire Duitse tekenaar, kunstschilder, illustrator en prentmaker in de 18e eeuw. Zijn ouders waren Polen en Hugenoten.

## Leven en werk
Chodowiecki's vader, de graanhandelaar Gottfried Chodowiecki, kwam uit een aristocratische, gereformeerde familie die rond 1550 vanuit Groot-Polen naar Danzig was verhuisd. Zijn moeder Marie Henriette Ayer was een Zwitserse Hugenote. Zijn grootvader Christian, geboren in 1655, was eveneens koopman in Danzig. 
De miniaturist Gottfried Chodowiecki (1726-1781) was zijn broer. 
Na de dood van zijn vader in 1740 werd hij leerjongen in de handel. In 1743 ging hij bij zijn oom Antoine Ayer wonen, die in Berlijn een ijzerwarenwinkel had. Chodowiecki tekende en ontwierp er modieuze sieraden. Ayrer begeleidde de artistieke opleiding en liet zijn neven Daniel en Gottfried onderrichten in het emailleren door Johann Jakob Haid uit Augsburg. Na 1754 werkten de broers zelfstandig als miniatuur- en emailleschilders. In deze tijd was Chodowiecki ook een leerling van de kunstenaars Bernhard Rode en Johann Wilhelm Meil.
In 1744 trouwde Chodowiecki in Berlijn met Johanna Marie Barez of ook Jeanne Barez (1728-1785), de dochter van de hugenootse zijdeborduurder Jean Barez uit Amsterdam. Hierdoor kwam hij in contact met de Franse gemeenschap, waar hij veel mee om zou gaan. Het echtpaar kreeg zes dochters en drie zonen. Wilhelm Chodowiecki werd schilder en graveur, Henri Isaac († 1831) werd in 1805 op 37-jarige leeftijd pastoor van de Franse Hervormde Kerk in Potsdam. Susanne Henry werd schilder.
Chodowiecki boekte eerste successen als illustrator van almanakken en kalenders. Later maakten zijn gravures hem beroemd over de hele wereld. Hij illustreerde onder andere werken van Gotthold Ephraim Lessing, Johann Wolfgang von Goethe, Friedrich Schiller en omslagen voor Christian Felix Weisse's Kinderfreund. Ook wetenschappelijke werken, zoals die van Johann Bernhard Basedow, Johann Timotheus Hermes en Christian Gotthilf Salzmann werden geïllustreerd met zijn gravures. Zijn illustraties werden ook gebruikt in de vertalingen van de bestsellers van Oliver Goldsmith, Miguel de Cervantes Saavedra en Tobias Smollett .
Voor de uitvoering van zijn omvangrijke grafisch oeuvre (ca. 2300 etsen) maakte Chodowiecki gebruik van de diensten van assistenten. Enkele van de beste graveurs, etsers en miniaturisten van het land werkten voor hem. Beeldhouwwerk aan de Französischer Dom in Berlijn gaat terug op ontwerpen van Chodowiecki. Hij produceerde slechts weinig schilderijen op doek en deze waren minder populair dan zijn prenten.
Vanaf 1764 was Chodowiecki lid van de Koninklijke Pruisische Academie van Beeldende Kunsten. Onder koning Friedrich II, die zich vooral op de Franse cultuur richtte, was deze nog nauwelijks van betekenis. Chodowiecki zette zich in om dit te veranderen en steunde in 1783 de benoeming van zijn vriend Bernhard Rode tot directeur van de academie, die daarna een belangrijker rol ging spelen. 
In dat jaar formuleerde Chodowiecki zijn ideeën over de aard van de academie: 
Academie ist ein Wort, das eine Versammlung von Künstlern bedeutet, die an einem ihnen angewiesenen Ort, zu gewissen Zeiten zusammen kommen, um sich miteinander über ihre Kunst freundschaftlich zu besprechen, sich ihre Versuche, Einsichten und Erfahrungen mitteilen, einer von dem andern zu lernen, sich mit einander der Vollkommenheit zu nähern suchen.“
In 1783 werd Chodowiecki secretaris van de Academie en organiseerde nadien de academische tentoonstellingen. Van 1786 tot 1789 was hij rector, van 1789 tot 1797 adjunct-directeur. Hij speelde een belangrijke rol bij de hervorming van de academie van 1790. Na de dood van Rode in 1797 werd hij tot aan zijn eigen overlijden in 1801 directeur van de Academie.
Chodowiecki woonde hij vanaf 1755 in de Brüderstraße (Berlijn-Mitte) en later in de Behrenstraße 31. Hij stierf op 74-jarige leeftijd in de Pruisische hoofdstad.

## Eerbetoon
Zijn laatste rustplaats op het Franse Kerkhof (I. Französische Friedhof) in Berlijn wordt onderhouden als eregraf en het hele kerkhof is een monument. 
Johann Wolfgang von Goethe had veel waardering voor de kunstenaar en beschreef hem in zijn Maximen und Reflexionen als 
einen sehr respektablen und wir sagen idealen Künstler, weit bekannt durch seine Zeichnungen und kleinen Kupferstiche, Szenen des bürgerlichen Lebens darstellend, worin ihm Ausdruck und Charakter der Figuren oft vortrefflich gelang.  Mehr Ideales war in dem Kreise in dem er arbeitete nicht zu fordern— Goethe
 In Dichtung und Wahrheit staat ter gelegenheid van de Nicolaïparodie Freuden des Junge Werthers: 
Jene Broschüre kam uns bald in die Hände. Die höchst zarte Vignette von Chodowiecki machte mir viel Vergnügen, wie ich denn diesen Künstler über die Maßen verehrte— Goethe
Johann Caspar Lavater schreef over zijn fysionomie in zijn werk Physiognomische Fragmente, voor de bevordering van menselijke kennis en filantropie: 
Vollkommen die idealste Physiognomie eines wohlbeobachtenden, fertigen, fleißigen, witzreichen, fruchtbaren Zeichnergenies! Auch das Künstlerauge (das freilich viele Künstler nicht haben) scheint das Porträt des um mein Werk so verdienten Künstlers zu sein— Lavater
Een korte animatiefilm getiteld Chodowiecki, gebaseerd op het leven en werk van Chodowiecki, werd in 2020 geproduceerd door de Poolse regisseur Jakub Paczek. Alle scènes in de film zijn gebaseerd op grafiek van Chodowiecki die voor dit doel werd gedigitaliseerd en geanimeerd.
De Berlijnse beeldhouwer Martin Müller creëerde een marmeren beeld van Chodowiecki, dat in 1930 werd opgericht in de vestibule van het Altes Museum in Berlijn. In de wijk Berlin-Prenzlauer Berg werd  een straat naar hem vernoemd.
Het Kunstforum Ostdeutsche Galerie in Regensburg bewaart meer dan 2500 prenten en 14 tekeningen van Chodowiecki. Het Rijksprentenkabinet in het Rijksmuseum Amsterdam bezit ca. 2400 prenten van zijn hand.

## Galerij

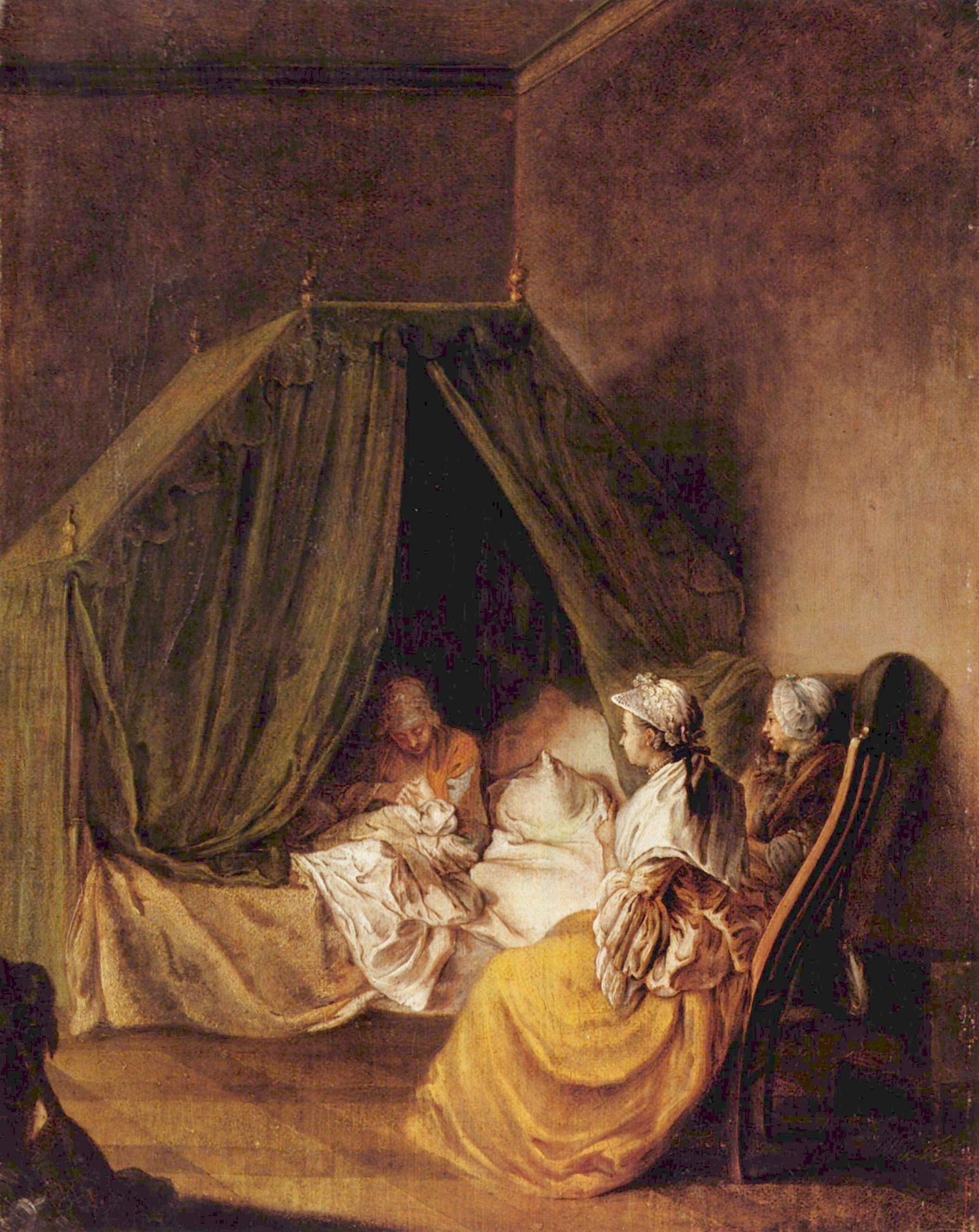
De kinderopvang
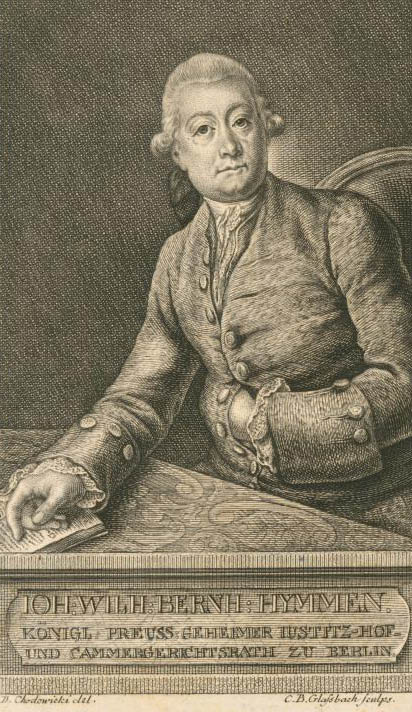
Johann Wilhelm Bernhard von Hymmen
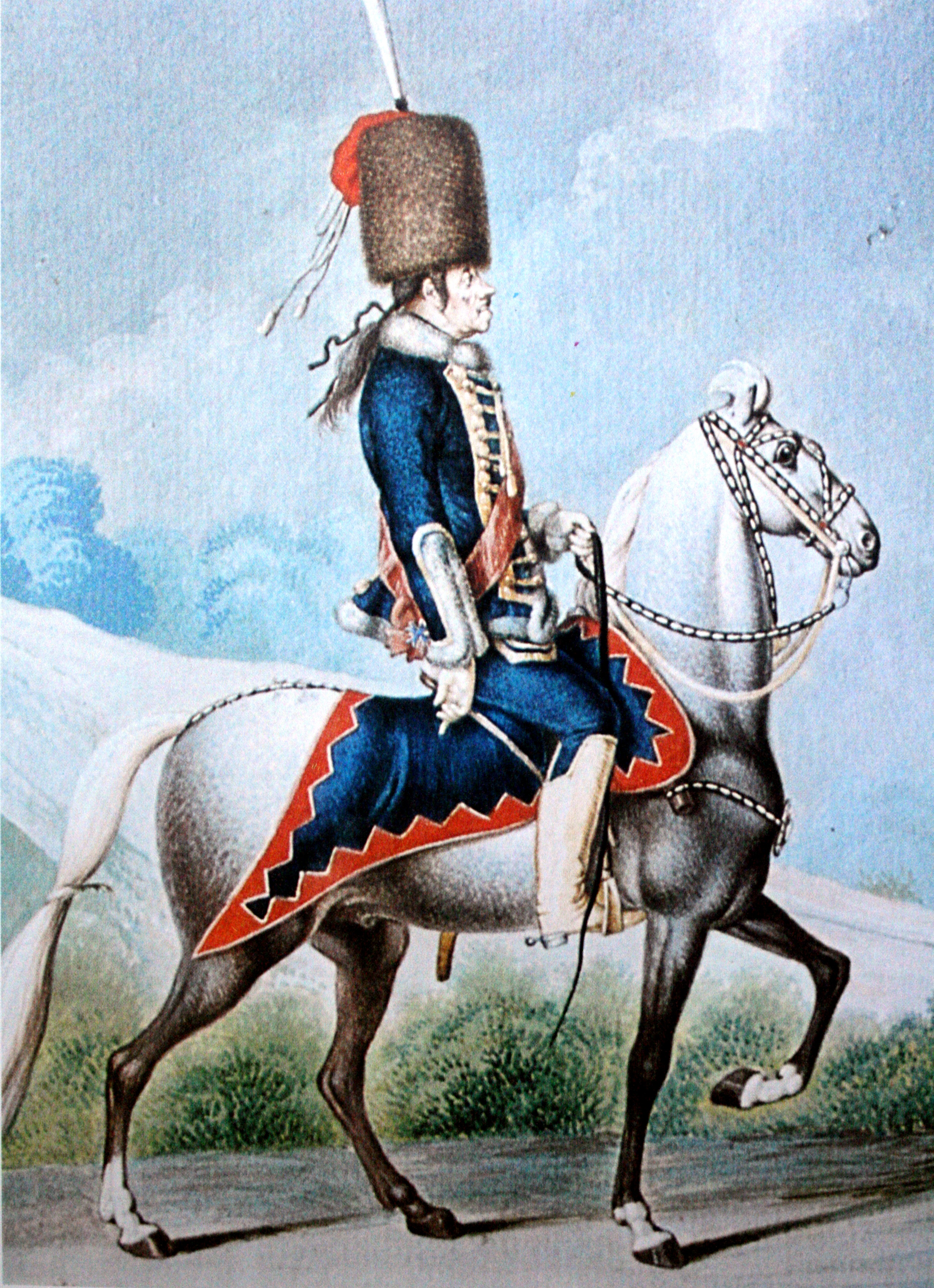
Hans Joachim von Zieten
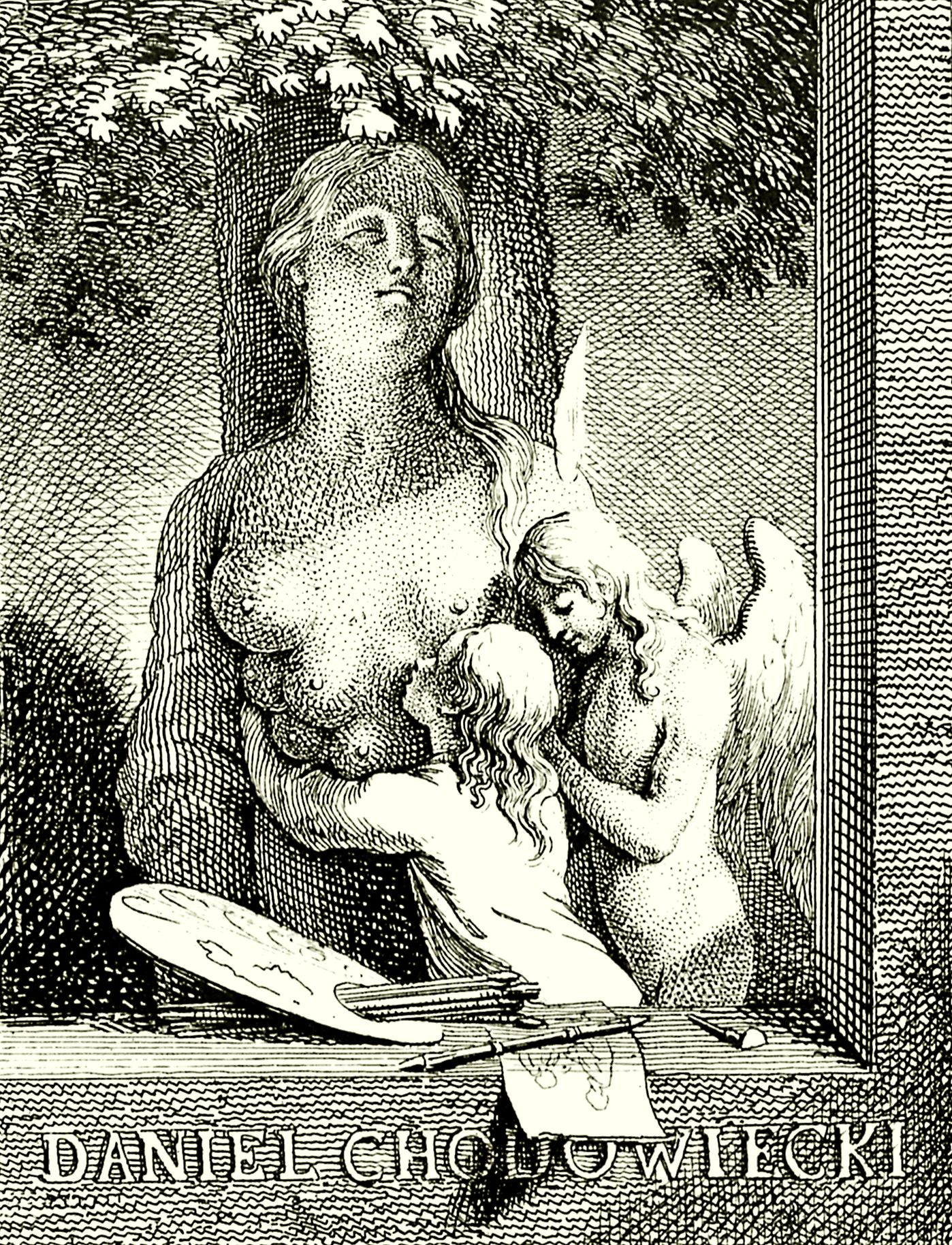
Ex libris van de kunstenaar, kopergravure
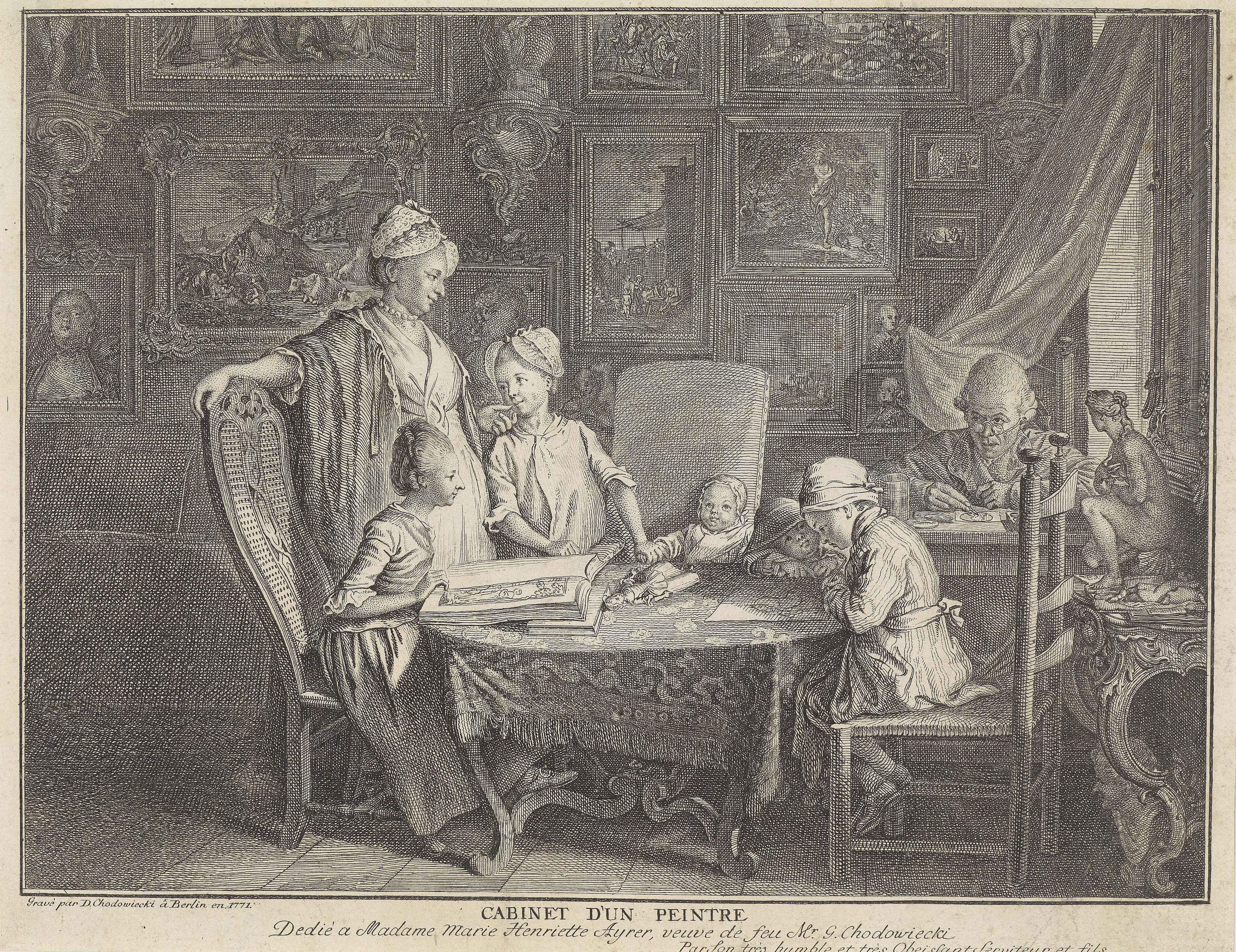
Chodowiecki en zijn familie
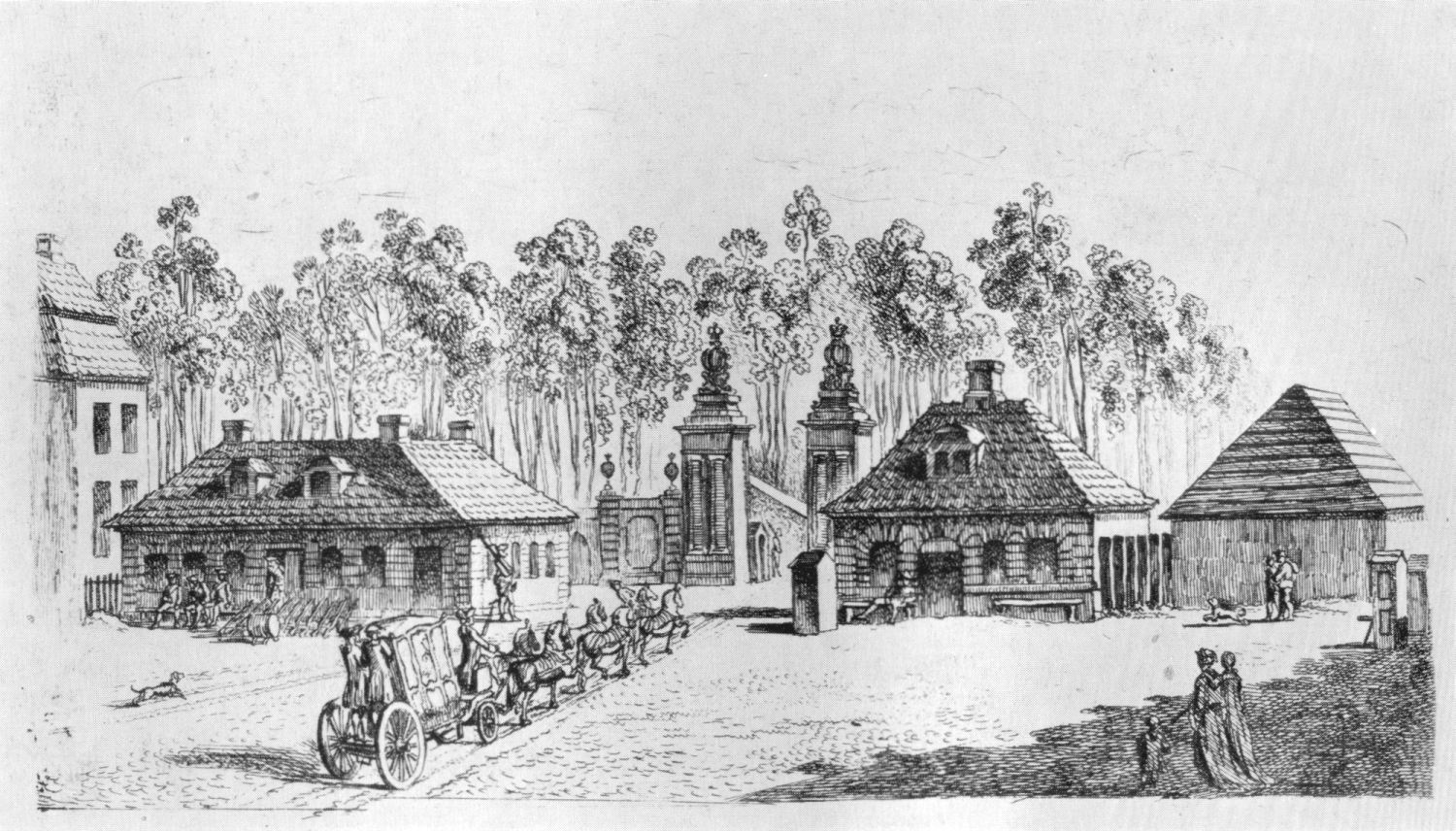
Brandenburger Tor
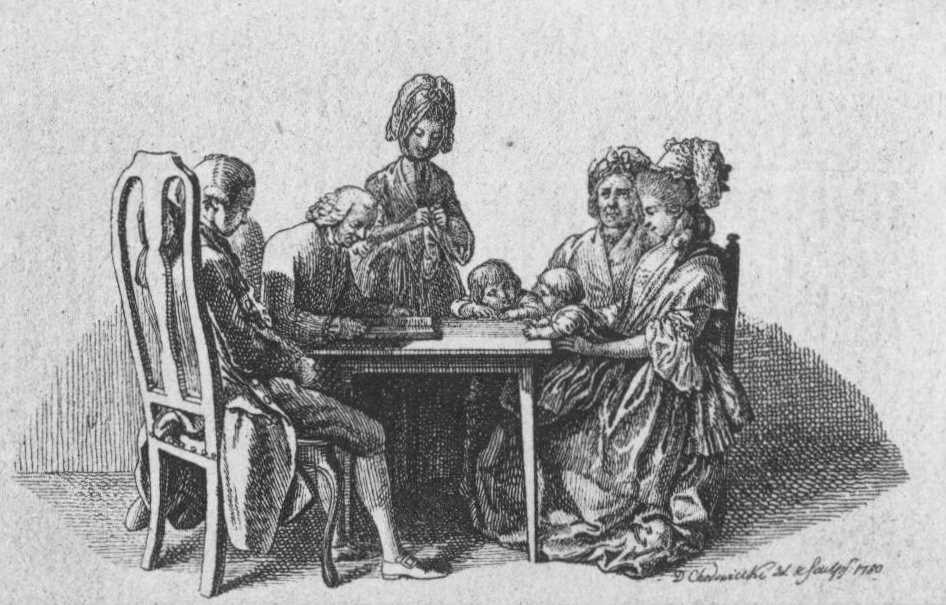
De Barez, de schoonouders van Chodowiecki